# Loïc Nottet
Loïc Nottet (Charleroi, 10 april 1996) is een Belgisch zanger, componist en danser.
Nottet werd in 2014 bekend door zijn deelname aan The Voice Belgique, de Waalse editie van The Voice, waarin hij tweede werd. In 2015 werd hij door de RTBF afgevaardigd naar het Eurovisiesongfestival 2015 in Wenen. Daar haalde hij met zijn nummer Rhythm inside de finale, om uiteindelijk vierde te worden op 27 landen.

## Biografie

### 2014:The Voice Belgique
Nottet werd in 2014 ontdekt tijdens zijn deelname aan het televisieprogramma The Voice Belgique, de Waalse editie van The Voice. Hij wist de finale te halen, waarin hij verloor van Laurent Pagna. Na afloop van The Voice Belgique tekende hij een platencontract met Sony Music Belgium.

### 2014-2015: Eurovisiesongfestival

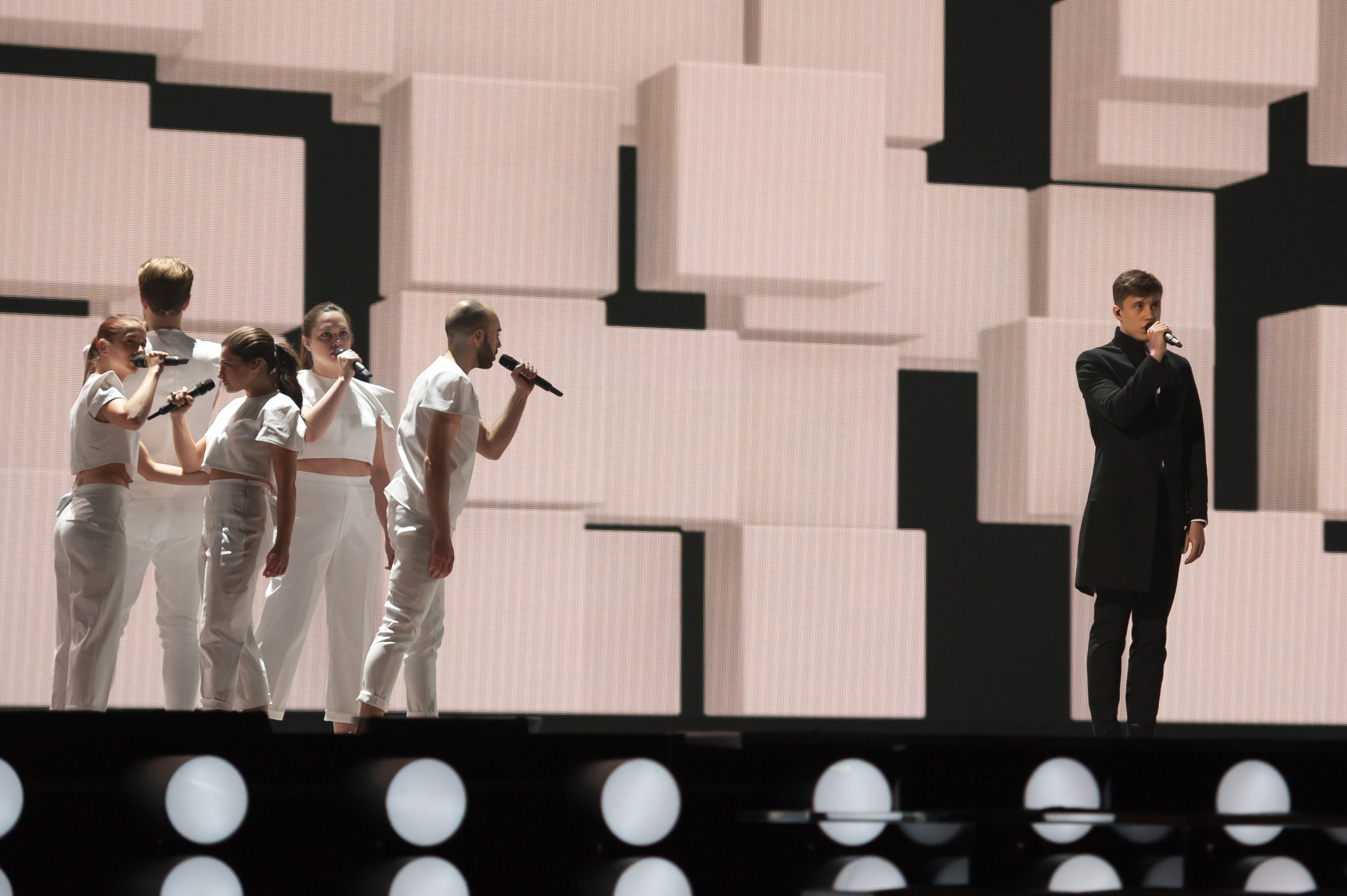
Loïc Nottet op het Eurovisiesongfestival 2015

In november 2014 werd Nottet door de RTBF geselecteerd om België te vertegenwoordigen op de 60ste editie van het Eurovisiesongfestival in de Oostenrijkse hoofdstad Wenen. Zijn nummer Rhythm inside werd begin maart gepresenteerd voor de pers en werd voor het eerst live gebracht met vier dansers en vijf backing vocals tijdens de finale van The Voice Belgique op 5 mei 2015.
Een opvallend feit is dat zijn twee voorgangers die voor België aantraden op het songfestival, Roberto Bellarosa (2013) en Axel Hirsoux (2014), ook beiden hadden deelgenomen aan The Voice Belgique, ook al werd Hirsoux door de VRT aangeduid. Bovendien komen Hirsoux en Nottet beide uit het Henegouwse Courcelles.
Op 19 mei 2015 behaalde Nottet tijdens de eerste halve finale voldoende punten om verder te mogen naar de grote finale op 23 mei. De bekendmaking was lang spannend, daar België pas als tiende en laatste werd afgeroepen. Later bleek dat Nottet als tweede geëindigd was in zijn halve finale, na Rusland. De dag na de halve finale verscheen Rhythm inside in de iTunes-hitlijsten van 23 landen en stond hij op nummer 1 in België. Op 30 mei 2015 kwam het nummer in de Vlaamse Ultratop 50 binnen op de eerste plaats, waar het 4 weken lang bleef staan. Later kreeg Nottet een platina plaat voor de single in België.
In de finale op 23 mei 2015 trad Nottet op als dertiende, in een deelnemersveld van 27 landen. Hij behaalde uiteindelijk met 217 punten de vierde plaats, na Zweden, Rusland en Italië. België ontving van drie landen de maximale 12 punten: van Nederland, Frankrijk en Hongarije. Het bleek dat België ook vierde zou zijn geweest als er alleen televoting was geweest en vijfde indien er alleen gestemd zou zijn geweest door professionele jury's. Het was een van de beste resultaten van België in de geschiedenis van het Songfestival: alleen de eveneens uit Wallonië afkomstige Sandra Kim, Urban Trad en Jean Vallée behaalden ooit een hogere klassering, zij het wel in een kleiner deelnemersveld.

### 2016-2017:Selfocracy
In 2017 kwam zijn debuutalbum Selfocracy uit. Het album bevat de leadsingle Million eyes en zijn derde single Mud blood. Beide singles werden een hit in Wallonië en in Frankrijk. Million Eyes piekte op 23 in de Vlaamse Ultratop 50 en op 2 in de Waalse Ultratop 50, wat goed was voor een gouden plaat. In Frankrijk kreeg Million eyes zelf een diamanten plaat, wat nog niet veel voorkwam bij een Belgische artiest. Mud blood deed het minder goed in Vlaanderen, maar stond wel enkele weken in de Waalse hitlijst en de Franse hitlijst. Het album Selfocracy werd wel het best verkochte album in het Waalse jaaroverzicht van Ultratop.
Later dat jaar trok Nottet op tournee met zijn Selfocracy Tour in landen als België, Frankrijk, Nederland, Duitsland en het Verenigd Koninkrijk om zijn album te promoten. Hij stond twee keer in een uitverkocht Vorst Nationaal in Brussel en in de Olympia in Parijs, nadat hij tweemaal in de Ancienne Belgique optrad. De tournee eindigde eind augustus 2018 met enkele festivals. 
Eind 2015 won Loïc Nottet samen met Denitsa Ikonomova het zesde seizoen van het Franse televisieprogramma Danse Avec Les Stars. In 2017 werd Loïc Nottet onderscheiden met een MTV European Music Award voor "beste Belgische act". Hij liet daarbij artiesten als Bazart, Coely en Oscar and the Wolf achter zich. Eind 2017 kwamen er nog twee singles uit, namelijk Doctor en Go to sleep. 

### 2018-2021: Sillygomania
Eind 2018 kwam Loïc Nottet onverwacht met een nieuwe single, genaamd On fire. De single klom meteen naar de top van de Belgische downloadcharts. Het bereikt de 23e positie in de Waalse Ultratop 50. Een week later postte Nottet de videoclip van de gelijknamige single op zijn YouTube-kanaal. Het is de eerste single van zijn tweede album, dat uitkwam in 2019. Ook kondigde Nottet nieuwe shows aan in Brussel en Parijs. Na een tweede single 29, kwam de single Heartbreaker. Deze single haalde zowel in Wallonië als Vlaanderen hoge noteringen.
In 2020 werden de data van de Sillygomania-tour aangekondigd, die na uitstel wegens COVID-19, eind 2021 plaatsvonden. De tournee eindigde met een uitverkocht Vorst Nationaal. Verder is Nottet in 2020 ook voor het eerst coach geweest in The Voice Belgique samen met BJ Scott, Henri PFR en Typh Barrow. 

### 2022-2023: Mélodrame & Les Aveuglés
Eind 2021, na het afronden van de Sillygomania-tour, sloot Nottet ook het hoofdstuk 'Selfomania' (samentrekking van "selfocracy" en "sillygomania") af. In november 2022 liet hij opnieuw van zich horen met de release van zijn single Mélodrame, vergezeld door een videoclip die al gauw een miljoen keer bekeken werd. Na Mélodrame bracht hij een tweede single Danser uit.  
Op 9 februari 2023 verscheen zijn eerste roman Les Aveuglés: Le Palais Des Murmures. Hij begon het boek vijf jaar eerder te schrijven, toen hij nog volop bezig was met Selfocracy. Nottet liet dan ook weten dat de thematiek van het boek sterk zou overlappen met die van Selfocracy. De roman zou het begin zijn van een trilogie. 
Eind maart kwam ook Je t'haine uit. Opvallend is dat na de vorige twee albums - die Engelstalig waren - Nottet nu liedjes uitbracht in het Frans. 

### Mei 2023 - 2024: Addictocrate
Op 27 en 28 april gaf hij een voorproefje van zijn album Addictocrate door twee concerten te geven in het Koninklijk Circus in Brussel. Op 26 mei 2023 bracht hij het album uit. Hij trad op op enkele festivals, waaronder Francofolies De Spa en Les Gens D'Ere. Na de zomer bracht Nottet het lied Beaux rêves uit, een samenwerking met rapper Prinzley. 
Op 17 februari 2024 vierde Nottet zijn 10 jaar carrière met een concert in de ING Arena in Brussel. Daarna sloot hij zijn tournee af met nog enkele data in Frankrijk, waaronder Pleyel in Parijs.

### Mei 2024 - heden: Addictocrate* & Selfocracy Experience
Nadat Nottet zijn tournee door België, Frankrijk en Zwitserland had afgerond, bracht hij in mei 2024 een akoestische versie van het album Addictocrate uit. Het album kreeg de naam Addictocrate*. In augustus en september deed hij nog enkele festivals in België.
Eind september bracht Nottet het lied On s'écrira uit, een samenwerking met Nuit Incolore. Dit lied staat niet op het album Addictocrate.
In oktober bracht Nottet zijn tweede boek Les Aveuglés: La Terre Des Reflets uit, het tweede boek van zijn trilogie.
Op 1, 2 en 4 oktober bracht hij concerten in het Koninklijk Circus in Brussel en Folies Bergère in Parijs. Deze concerten hadden de naam "Selfocracy Experience". Hij bracht de liedjes van zijn eerste album (Selfocracy) opnieuw, maar dan in een akoestische versie. 
In het begin van 2025 kwam de documentaire Au dela du mirroir uit. Deze documentaire laat de 10-jarige carrière van Loïc Nottet voor en achter de schermen zien. Verder kondigde Nottet ook nog aan dat hij opnieuw (hij deed dit ook al in 2020) coach wordt in The Voice Belgique samen met Hoshi, Axelle Red en Christophe Willem.

## Discografie

### Albums
| Album met hitnotering(en) in de Vlaamse Ultratop 200 albums | Datum van verschijnen | Datum van binnenkomst | Hoogste positie | Aantal weken | Opmerkingen |
| ----------------------------------------------------------- | --------------------- | --------------------- | --------------- | ------------ | ----------- |
| Selfocracy                                                  | 31-03-2017            | 08-04-2017            | 3               | 31           | Platina     |
| Sillygomania                                                | 29-05-2020            | 2020                  | 9               | 10           |             |

### Singles
| Single met eventuele hitnotering(en) in de Nederlandse Top 40 | Datum van verschijnen | Datum van binnenkomst | Hoogste positie | Aantal weken | Opmerkingen                                                        |
| ------------------------------------------------------------- | --------------------- | --------------------- | --------------- | ------------ | ------------------------------------------------------------------ |
| Rhythm Inside                                                 | 2015                  | 30-05-2015            | 4               | 5            | Inzending Eurovisiesongfestival 2015 / Nr. 26 in de Single Top 100 |

| Single met hitnotering(en) in de Vlaamse Ultratop 50 | Datum van verschijnen | Datum van binnenkomst | Hoogste positie | Aantal weken | Opmerkingen                                    |
| ---------------------------------------------------- | --------------------- | --------------------- | --------------- | ------------ | ---------------------------------------------- |
| Rhythm Inside                                        | 2015                  | 30-05-2015            | 1               | 13           | Inzending Eurovisiesongfestival 2015 / Platina |
| Million Eyes                                         | 2016                  | 12-11-2016            | 23              | 13           | Goud                                           |
| Mud Blood                                            | 2017                  | 08-04-2017            | 17              | 22           |                                                |
| Hungry Heart                                         | 2017                  | 04-11-2017            | 47              | 1            |                                                |
| Go to Sleep                                          | 2017                  | 27-01-2018            | tip             | -            |                                                |
| On Fire                                              | 2018                  | 08-12-2018            | tip8            | -            |                                                |
| 29                                                   | 2019                  | 15-06-2019            | tip35           | -            |                                                |
| Heartbreaker                                         | 2020                  | 21-03-2020            | 14              | 23           | Goud                                           |
| TWYM                                                 | 2020                  | 15-08-2020            | tip4            | -            |                                                |
| Strangers                                            | 2020                  | 14-11-2020            | 13              | 22           | Goud                                           |

1956: Fud Leclerc + Mony Marc · 
1957: Bobbejaan Schoepen · 
1958: Fud Leclerc · 
1959: Bob Benny · 
1960: Fud Leclerc · 
1961: Bob Benny · 
1962: Fud Leclerc · 
1963: Jacques Raymond · 
1964: Robert Cogoi · 
1965: Lize Marke · 
1966: Tonia · 
1967: Louis Neefs · 
1968: Claude Lombard · 
1969: Louis Neefs · 
1970: Jean Vallée · 
1971: Lily Castel & Jacques Raymond · 
1972: Serge & Christine Ghisoland · 
1973: Nicole & Hugo · 
1974: Jacques Hustin · 
1975: Ann Christy · 
1976: Pierre Rapsat · 
1977: Dream Express · 
1978: Jean Vallée · 
1979: Micha Marah · 
1980: Telex · 
1981: Emly Starr · 
1982: Stella · 
1983: Pas de Deux · 
1984: Jacques Zegers · 
1985: Linda Lepomme · 
1986: Sandra Kim · 
1987: Liliane Saint-Pierre · 
1988: Reynaert · 
1989: Ingeborg · 
1990: Philippe Lafontaine · 
1991: Clouseau · 
1992: Morgane · 
1993: Barbara · 
1995: Frédéric Etherlinck · 
1996: Lisa del Bo · 
1998: Mélanie Cohl · 
1999: Vanessa Chinitor · 
2000: Nathalie Sorce · 
2002: Sergio & The Ladies · 
2003: Urban Trad · 
2004: Xandee · 
2005: Nuno Resende · 
2006: Kate Ryan · 
2007: The KMG's · 
2008: Ishtar · 
2009: Copycat · 
2010: Tom Dice · 
2011: Witloof Bay · 
2012: Iris · 
2013: Roberto Bellarosa · 
2014: Axel Hirsoux · 
2015: Loïc Nottet · 
2016: Laura Tesoro · 
2017: Blanche · 
2018: Sennek · 
2019: Eliot · 
2021: Hooverphonic · 
2022: Jérémie Makiese · 
2023: Gustaph · 
2024: Mustii · 
2025: Red Sebastian
- Bibliothèque nationale de France: cb17141834w (data)
- Gemeinsame Normdatei: 1208568086
- International Standard Name Identifier: 0000 0004 6278 9350
- MusicBrainz: 20607ae1-bc68-42b9-b727-ed58ae6f4318
- Virtual International Authority File: 1343150264368305860005
- WorldCat: E39PBJqFKK3MWcpjb3hmgrt7pP